# 阿茲穆斯山
63°45′S 58°16′W / 63.750°S 58.267°W
阿茲穆斯山（英語：Azimuth Hill）是南極洲的山丘，位於特里尼蒂半島，處於東拉塞爾冰川終點以南，海拔高度85米，1946年由英國的探險隊命名，由南極條約體系管理。